# スペードのエース

スペードのエース

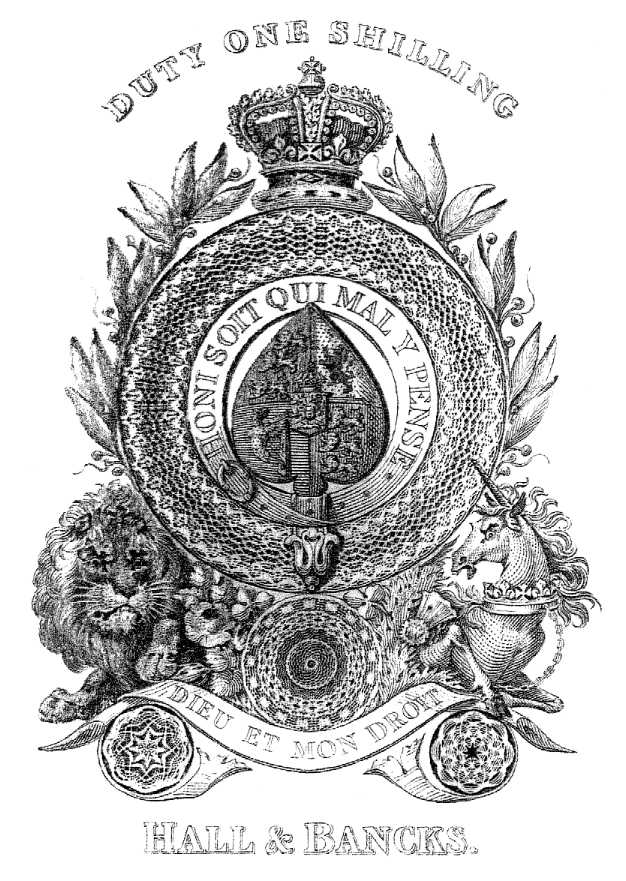
"Old Frizzle"（1828年）

少なくとも英語圏の国々においては、スペードのエース〈英: Ace of Spades, スパディル (spadille)としても有名である〉は、ゲームによって多少の差違はあれど、トランプのデッキにおいては伝統的に最高のランクを持つカードとして知られている。一方で、古くからの伝説や伝承においては「死のカード (death card)」として認知されている。

## デザイン

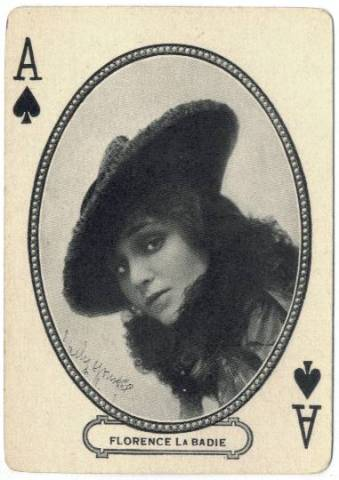
フローレンス・ラ・バディが描かれたスペードのエース

スペードのエースの起源は16世紀にさかのぼる。ジェームズ1世およびそれに続くアン女王の時代、スペードのエースにはその印刷所の記章を印刷すべしとする法律が定められた。チャールズ1世がイングランドに導入した印紙税は、1711年にはアン女王によってトランプにも適用されることとなり、これが1960年まで続いた。
この期間を通じて、さまざまな方法により印紙税が支払い済みであることを示した。1712年以降はセットのうちの一枚（通常はスペードのエース）に捺印することで示した。1765年、捺印は廃止され、印紙局が公式に印刷した、イギリスの国章をあしらったスペードのエースに変更された。1828年、印紙用スペードのエース（通称「オールド・フリズル」）は、1シリングの印紙税が支払い済みであることを示すために使われた。。
これらの制度は1862年に政府指定の3ペニー包装紙が導入されたため廃止され、製造業者はスペードのエースを好きなデザインにすることができるようになった。しかし、ほとんどの業者は、今日よく知られる装飾的なスペードエースを使い続けるほうを選んだ。こうして、スペードのエースにカード製造者の情報が表示されるようになったのである。
スペードのエースの詳細な意匠は重要であるため、後に意匠登録や商標登録の対象となった。例えば、1882年12月5日にアメリカのジョージ G.ホワイトは、彼のデザインの「スペードのエース」に対して米国意匠登録US0D0013473を取得した。このエースは、エースの両側から男女がよりかかる姿の飾りがついている。ごく稀にハート、クラブ、ダイヤのエースも派手な意匠のものがある。

## 戦争下での使用例
戦時では、多くの場面でスペードのエースが利用されてきた。第二次世界大戦では、米第101空挺師団の第506落下傘歩兵連隊は、ヘルメットの両側にスペードのシンボルを塗装した。このケースでは、スペードはカード遊戯でのツキを連想させることから、幸運を表すために使われたのである。大規模な空挺作戦で空挺師団に属する連隊を識別しやすくするために4種類すべてのスートが使われた。連隊に属する大隊は、上側から時計回りに小さい棒印または点を書いて識別した。司令部は12時の位置、第1大隊は3時の位置という具合である。
20年ほど後、スペードのエースは再び米兵に使われることになる。ベトナム戦争での心理兵器としてである。米軍は、ベトナムでは伝統的にスペードが死と不運のシンボルとされており、ベトコンは交戦することなく逃げ出すと信じていたため、殺害したベトナム兵の死体にスペードのエースを残したり、森の地面や戦場にカードを撒いたりした。こうした慣習は効果があると信じられていたため、U.Sプレイング・カード社は第35歩兵連隊第2大隊C中隊からスペードのエースばかりを大箱で供給するよう要求された。この木箱にはしばしば「バイスクル秘密兵器」というマークが付けられた（バイスクルの部分はカードの反転した柄であった）。
ベトコンにとってスペードのエースは迷信的恐怖をもたらすマークではなかったが、米兵の士気を高めるのには役立った。アメリカ陸軍と海兵隊では、スペードのエースのカードをヘルメットのバンドに挟んで反ピースマークの一種として使うことも珍しくなかった。
もっと最近では、2003年のイラクの自由作戦で米兵に配られたイラクのお尋ね者トランプカードのセットでは、手配中のイラク高官の写真が印刷されていた。サッダーム・フセインはスペードのエースになっていたので、「スペードのエース」というニックネームがついた。

## 慣用句
スペードのエースを含む慣用句は非常に多く、「スペードのエースのような黒さ (black as the ace of spades)」（黒と黒人の両方を意味する）やフランス語にも「fagoté comme l'as de pique（スペードのエースみたいに身なりが汚いさま）」と言う言葉がある。